# Greenzo
"Greenzo" é o quinto episódio da segunda temporada da série de televisão de comédia de situação norte-americana 30 Rock, e o 26.° da série em geral. O seu enredo foi escrito pelo produtor consultor Jon Pollack e foi realizado pelo produtor Don Scardino. A sua transmissão nos Estados Unidos ocorreu na noite de 24 de Abril de 2008 através da rede de televisão National Broadcasting Company (NBC) que, naquele momento, estava a promover uma semana virada à consciencialização de práticas ambientais. Os artistas convidados foram David Schwimmer, Kevin Brown, Grizz Chapman, Maulik Pancholy, e Paula Pell. A jornalista Meredith Vieira e o ex-vice presidente dos Estados Unidos Al Gore participaram do episódio desempenhando versões fictícias de si mesmos.
No episódio, o executivo Jack Donaghy (interpretado por Alec Baldwin) concebe com sucesso a mascote ambientalista Greenzo (Schwimmer), porém, batalha com um desastre causado pelo jovem que a persnofica. Entretanto, Liz Lemon (Tina Fey) e Tracy Jordan (Tracy Morgan) inventam conspirações para garantir que toda a equipa e elenco do TGS with Tracy Jordan compareça a uma festa organizada pelo estagiário Kenneth Parcell (Jack McBrayer). Enquanto isso, Jenna Maroney (Jane Krakowski) e Liz suspeitam que o produtor Pete Hornberger (Scott Adsit) esteja tendo um caso extraconjugal.
No geral, "Greenzo" foi recebido com opiniões positivas pela crítica especialista em televisão do horário nobre, com a paior parte dos elogios sendo direccionados às participações de Schwimer e Gore. Pelo seu trabalho no argumento do episódio, Pollack venceu um Prémio Environmental Media. De acordo com as estatísticas publicada pelo sistema de registo de audiências Nielsen Ratings, "Greenzo" foi assistido por 6,61 milhões de domicílios norte-americanos ao longo da transmissão original, e recebeu a classificação de 3,1 e oito no perfil demográfico de telespectadores entre os dezoito aos 49 anos de idade.

## Produção
"Greenzo" é o quinto episódio da segunda temporada de 30 Rock. Teve o seu enredo escrito por Jon Pollack e foi realizado por Don Scardino. Apesar de ter sido a primeira vez que escreve o argumento de um episódio da série, Pollack já vinha trabalhando como produtor consultor e membro da equipa de argumentistas desde o início da temporada. Para Scardino, foi o nono a ser realizado por si, com "The Collection" sendo o mais recente. Al Gore, ex vice-presidente dos Estados Unidos, participou de "Greenzo" desempenhando uma versão fictícia de si mesmo. Gore apenas voltaria a participar de 30 Rock em "Sun Tea", episódio da terceira temporada também com temática ambiental.
O actor e comediante Judah Friedlander, intérprete da personagem Frank Rossitano em 30 Rock, é conhecido pelos seus bonés de camioneiro de marca registada que usa dentro e fora da personagem Frank. Os chapéus normalmente apresentam palavras ou frases curtas estampadas neles. Friedlander afirmou que ele próprio é quem faz os acessórios. Revelou também que "alguns deles são brincadeiras íntimas, e alguns são simplesmente piadas." A ideia veio do persona de Friedlander nas suas apresentações de comédia stand-up, nas quais os objectos de adorno estão todos estampados com a escrita "campeão mundial" em línguas e aparências diferentes. Em "Greenzo", Frank usa bonés que leem "And", "Lips" e "Half Centaur."

## Enredo
[Don Geiss, diretor executivo da General Electric (GE), desafia Jack Donaghy (Alec Baldwin) a criar uma ideia de ganhar dinheiro seguindo a tendência do ambientalismo. Isto leva Jack a contratar o actor Jared para personificar Greenzo, a mascote ambientalista da emissora. Inicialmente, Greenzo é um sucesso, fazendo uma participação bem recebida no The Today Show. No entanto, este sucesso fica prejudicado quando Jared é novamentre entrevistado por Meredith Vieira e faz comentários excessivamente negativos sobre "grandes empresas e seus executivos," referindo-se à GE e a Jack. Irado, Jack despede Jared e tenta enganar Al Gore a substituí-lo, sem sucesso.
Enquanto isso, Kenneth Parcell (Jack McBrayer) planea uma festa. Sabendo disso, Liz Lemon (Tina Fey) conta a Tracy Jordan (Tracy Morgan) acerca das festas passadas de Kenneth, às quais ela era a única participante. Sentindo pena de Kenneth, Tracy conta a Grizz Griswold (Grizz Chapman) e Dot Com Slattery (Kevin Brown), supostamente os maiores fofoqueiros do TGS, que o rapper T.I. estará na festa. Eles então convencem outras pessoas a participarem, inventando várias outras mentiras. A festa resultante foi tão desastrosa que levou Kenneth a decidir nunca mais organizar outra.
Não obstante, quando Liz encontra o batom de outra mulher no seu apartamento, ela e Jenna Maroney (Jane Krakowski) começam a suspeitar que o colega Pete Hornberger (Scott Adsit), que estava no momento separado da sua esposa, esteja tendo um caso. Liz descobre mais tarde, para sua decepção, que ele estava "tendo um caso" com sua própria esposa Paula Hornberger (Paula Pell).

## Transmissão e repercussão
Nos Estados Unidos, "Greenzo" foi transmitido pela primeira vez na noite de 8 de Novembro de 2007 através da NBC como o 26.° episódio de 30 Rock. Ele fez parte da Green Is Universal, uma campanha de uma semana introduzida pelo diretor executivo Jeff Zucker. A iniciativa incluiu todos os programas emitidos no horário nobre da emissora ao longo daquela semana, com cada programa devendo ter algum tipo de temática ambiental positiva. Além disso, "Greenzo" foi também o primeiro episódio de 30 Rock a ser emitido após o início da greve de cem dias dos argumentistas do WGA (2007-08), que iniciou na manhã de 5 de Novembro de 2007.

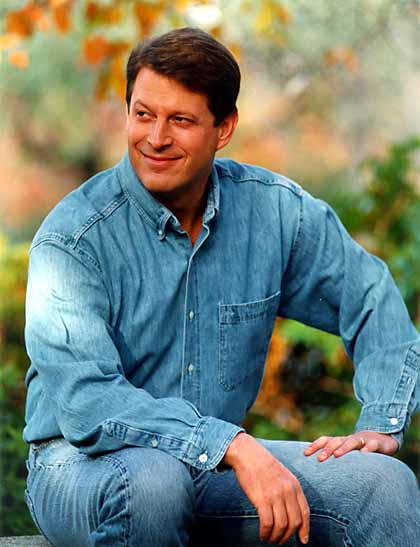
Segundo os críticos. a participação de Al Gore foi arruinada pois a NBC revelou-a nos comerciais que antecederam ao episódio.

Ao longo da sua transmissão original, conforme os dados publicados pelo sistema de mediação de audiências Nielsen Ratings, o episódio reuniu uma média de 6,61 milhões de telespectadores norte-americanos, a maior quantidade desde o episódio de estreia da segunda temporada, e foi-lhe atribuída a classificação de 3,1 e oito no perfil demográfico dos telespectadores entre os dezoito aos 49 anos, a classificação mais alta da série até então. O 3,1 refere-se a 3,1 por cento de todos as pessoas entre os dezoito e 49 anos de idade nos EUA, enquanto os oito referem-se a oito por centos de todos as pessoas entre os dezoito e 49 anos de idade assistindo televisão no momento da emissão, nos EUA. Quando comparado com o desempenho dos outros programas transmitidos naquele horário em outras emissoras, 30 Rock teve a classificação mais alta no perfil demográfico de homens com idade entre dezoito e 34 anos.
| Críticas profissionais | Críticas profissionais |
| Avaliações da crítica  | Avaliações da crítica  |
| Fonte                  | Avaliação              |
| ---------------------- | ---------------------- |
| AOL                    | (positiva)             |
| The A.V. Club          | A                      |
| Entertainment Weekly   | (positiva)             |
| IGN                    | 8,0/10                 |
| TV Guide               | (positiva)             |

Na sua análise para a revista de entretenimento TV Guide, Matt Webb Mitovich vangloriou David Schwimmer por "entregar-se" a uma personagem tão desagradável como Jared. Comentanto acerca da festa de Kenneth, achou ter sido "um dos momentos mais finos e maníacos de 30 Rock." Na sua análise para a coluna televisiva TV Squad do portal AOL, o crítico Bob Sassone também elogiou o desempenho de Schwimmer e sentiu que "as sub-tramas foram algumas das mais bizarros da temporada." Para Robert Canning, analista de televisão do portal britânico IGN, a "participação de Al Gore no final pouco acrescentou ao episódio. Foi uma porção esplêndida, mas não foi ajudada pelo facto de que quase toda a cena já ter sido exibida nos comerciais que antecederam ao episódio," e "ver Schwimmer a assumir com desespero o papel de Greenzo e depois ser levado pelo conceito poderia ter sido histericamente autorreferencial (seu trabalho em Friends) ao invés, temos Jerrod  [sic] como Greenzo, e aquilo tudo pareceu-me plano e forçado." Escrevendo para o jornal Pittsburgh Post-Gazette, Rob Owen partilhou esta opinião acerca da participação de Gore, que já "havia sido mostrada nos comerciais da NBC." Acerca do episódio como um todo, elogiou os diálogos, destacando a frase "você poderia colocar um chapéu de bobo e dizer às crianças como a terceirização significa brinquedos mais baratos para o Natal," dita por Alec Baldwin, como o tipo de coisas que faz 30 Rock "prestar." Jeff Labrecque, para a revista eletrónica Entertainment Weekly, achou que este "foi um dos melhores episódios da segunda temporada," e que o desempenho de Schwimmer lembrou-lhe de seus episódios bizarros como Ross Geller em Friends, como "The One With Ross's Sandwich."
Na 17.ª cerimónia anual dos Prémios Environmental Media, o argumentista Jon Pollack venceu na categoria Episódio Cómico Televisivo pelo seu trabalho em "Greenzo."